# Die Freude reget sich, BWV 36b
Die Freude reget sich, BWV 36b (La joia es mou), és una cantata profana de Johann Sebastian Bach, estrenada a Leipzig l'any 1735.

## Origen i context
És l'última de les cantates catalogades amb el número BWV 36, composta en homenatge a Johann Florens Rivinus, probablement amb motiu de la seva proclamació com a rector de la Universitat, l'octubre de 1735. Només han sobreviscut alguns números i de manera incompleta, encara que el coneixement d'altre versions n'ha permès una reconstrucció acceptable. Els recitatius dels números 2, 4 i 6 i el de la secció del 8, foren les úniques composicions noves, i d'aquestes només el número 4 requereix l'acompanyament de la corda, els altres són recitatius secco amb el continu; la resta de números, 1, 3, 5 i 7 són paròdies dels números corresponents de la BWV 36c.

## Anàlisi
Obra escrita per a soprano, contralt, tenor i cor; flauta travessera, dos oboès d'amor, corda i baix continu. Consta de vuit números
1. Cor: Die Freude reget sich
2. Recitatiu (tenor): Ihr seht, wie sich das Glücke
3. Ària (tenor): Aus Gottes milden Vaterhänden
4. Recitatiu (alto): Die Freunde sind vergnügt
5. Ària (contralt): Das Gute, das dein Gott beschert
6. Recitatiu (soprano): Wenn sich die Welt mit deinem Ruhme trägt
7. Ària (soprano): Auch mit gedämpften, schwachen Stimmen
8. Cor i recitatiu (tenor, contralt, soprano): Was wir dir vor Glücke gönnen

## Discografia seleccionada
- J.S. Bach: Sacred Vocal Works. Edition Bachakademie Vol. 139. Helmuth Rilling, Gächinger Kantorei, Bach-Collegium Stuttgart, Christiane Oelze, Ingeborg Danz, Marcus Ullmann. (Hänssler), 2000.
- J.S. Bach: Kantaten. Wolfgang Unger, Leipziger Universitätschor, Pauliner Barockensemble, Linda Perillo, Matthias Koch, Nils Giesecke. (Thorofon), 1996.